# Lago Alakol
El lago Alakol (en kazajo: Алакөл, «lago de colores») es un lago salino endorreico de Kazajistán, localizado en las provincias de Almaty y Kazajistán Oriental, a unos 180 km al este del lago Baljash, próximo a la frontera china, con la región autónoma uigur de Xinjiang. Tiene una superficie de 2650 km², una profundidad máxima de 54 m y un volumen de 58,6 km³. Su altitud es de 347 m sobre el nivel del mar
El lago es la extensión noroeste de la región conocida como la Puerta de Zungaria (paso de Alataw), un valle estrecho que conecta las tierras altas del sur de Kazajistán con el árido noroeste de China. La Puerta de Zungaria es un valle de falla, en el que el fondo se encuentra entre 350-450 m y los picos de las montañas de Zungaria llegan a los 4.463 m. Dos abanicos aluviales, bien definidos, son visibles en arroyos de montaña cortados a través del paisaje de falla (en el lado suroeste del lago).
El lago Alakol tiene una cuenca de drenaje de 65.200 km² y recibe agua periódicamente del río Urdzhar en el extremo norte del lago. Unas tierras bajas, pantanosas, conectan el extremo noroeste del lago Alakol con el lago Sasykkol (en la imagen de satélite, de color más claro, en la parte superior central).
El Santuario del Estado Alakol ha sido creado para proteger el área del lago y es un lugar importante de reproducción y anidación para las aves de varios humedales, en particular de la muy rara gaviota reliquia (Ichthyaetus relictus). En la isla Piski hay bandadas de flamencos y 40 especies de aves distintas.
La isla más grande del lago es Ul'kun-Aral-Tyube, que se encuentra en el centro del lago.
La actividad agrícola en esta región árida se limita a las áreas donde hay disponible una humedad adecuada, principalmente a lo largo de cauces efímeros de ríos y en los deltas y abanicos aluviales.
La cultura Alakul de la Edad del Bronce estaba localizada en la región general del lago. A mitad del siglo I a. C. el lago Alakol marcó el extremo oriental del estado de Kangar, que se muestra en los mapas chinos del territorio occidental.